# Ewald Brandt
Ewald Brandt (* 24. November 1928 in Hannover; † 17. Dezember 1983 ebenda) war ein deutscher Bildhauer.

## Leben

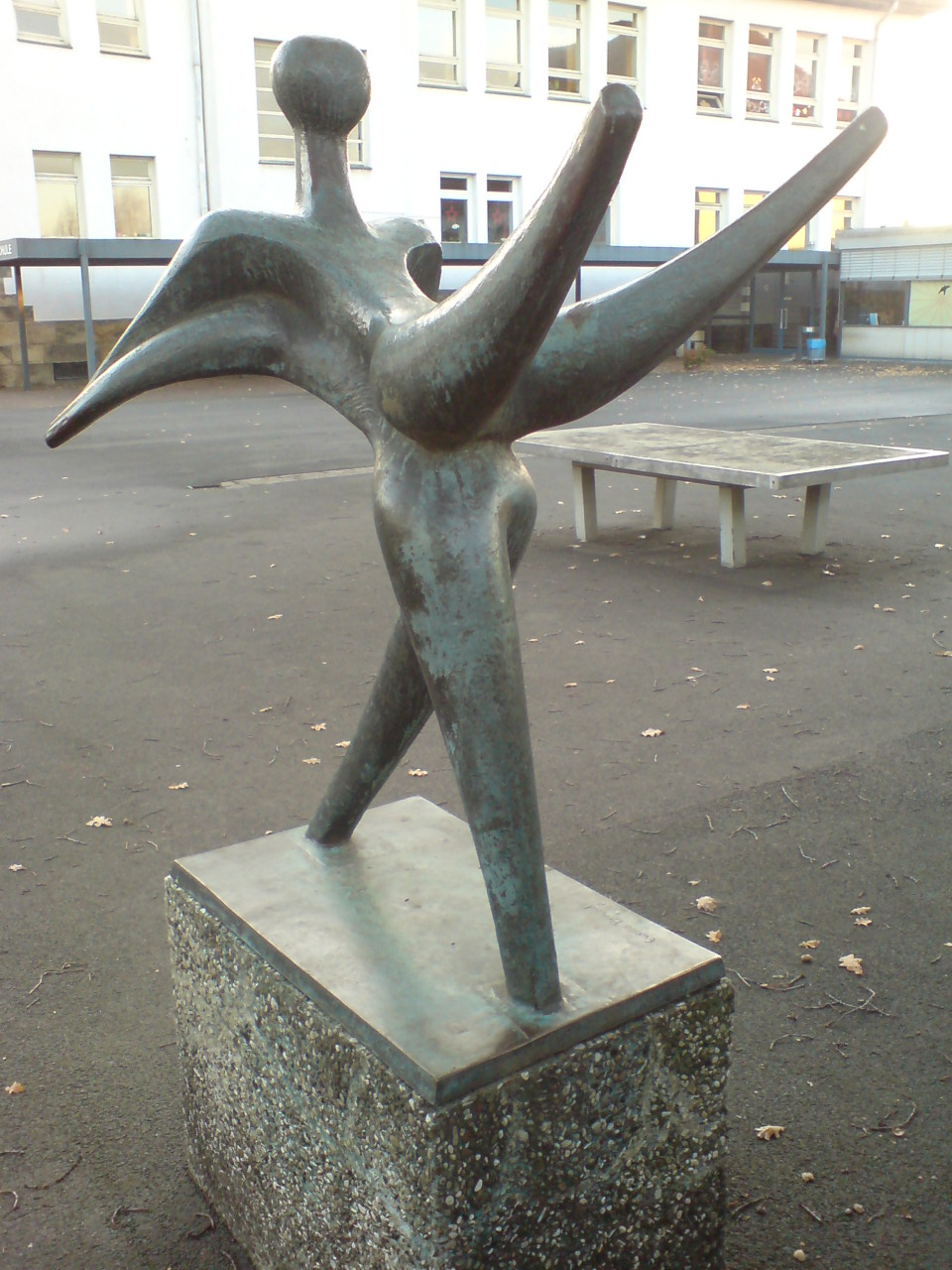
Die Wippe von 1958; auf dem Hof der Förderschule Erich-Kästner-Schule in Groß-Buchholz

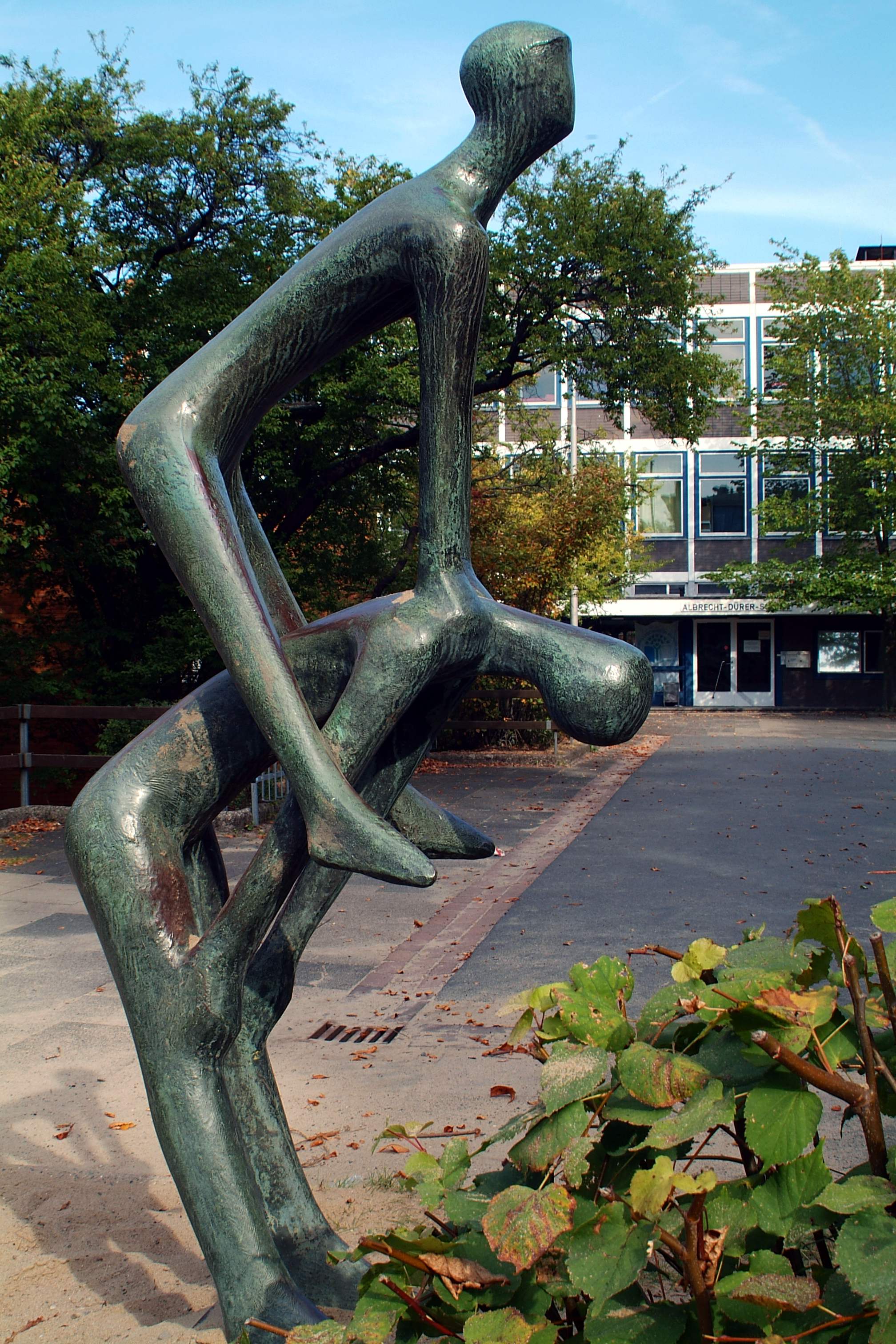
Bockspringen von 1959, auf dem Hof der Albrecht-Dürer-Schule am Welfenplatz

Ewald Brandt kam als Sohn der Malerin Paula Brandt zur Welt. 1948 absolvierte er ein Volontariat in einer Bronzegießerei in Düsseldorf, um 1949 in Braunschweig an der Werkkunstschule Braunschweig bei Paul Egon Schiffers zu studieren. Ab 1952 führte er sein Studium an der Accademia di Belli Arti in Florenz fort.
1954 richtete sich Ewald Brandt ein Atelier in Hannover-Bothfeld ein. 1960 erhielt er einen Lehrauftrag an der Werkkunstschule Hannover. 1972 folgte ein Lehrauftrag an der Fachhochschule Hildesheim. Ein Jahr darauf (bis 1982) war Brandt Dozent an der Volkshochschule Hannover und wurde zudem ab 1980 Lehrbeauftragter an der Wissenschaftlichen Hochschule Hildesheim.
1979 hatte Brandt Wohnsitz und Atelier unter der Adresse Burgwedeler Straße 96 in Hannover.

## Mitgliedschaften
- 1965–1983: Ewaldt war erst zweiter, später auch erster Vorsitzender im Landesvorstand des Bundes Bildender Künstlerinnen und Künstler in Niedersachsen[1]
- ab 1973: Mitglied der Freimaurerloge „Friedrich zum weißen Pferde“[1]

## Auszeichnungen
- 1981: Verdienstkreuz des Niedersächsischen Verdienstordens[1]

## Werke
Ewald Brandt schuf insbesondere stark abstrahierende Plastiken, von denen einige lebensgroße Arbeiten auf Schulhöfen in Hannover stehen, etwa
- Wippe, 1958, Skulptur in der Hoffmann-von-Fallersleben-Schule (Ebelingstraße);[3]
- Bockspringen, 1959 gegossen von der Erzbildgiesserei HaberLand[4], Volksschule am Welfenplatz,[3] sowie
- Steh im Weg, 1966, Volksschule auf der Horst.[3]

1985 veranstaltete Ewald Brandt, der zuvor vielfach im eigenen Atelier ausgestellt hatte und mehrfach an Ausstellungen der Kunstvereine in Hannover und Braunschweig beteiligt war, eine Werk-Retrospektive in der Städtischen Galerie Kubus, zu der auch ein Ausstellungs-Katalog erschien;
- Plastiken und Zeichnungen 1948–1982, Ausstellungskatalog, 1985[1]